# 黄军军
黄军军（1937年—），女，祖籍广东台山白沙镇，生于缅甸仰光，父亲是当地著名华侨及诗人黄绰卿，中华人民共和国政治人物，中华全国归国华侨联合会原副主席、秘书长、顾问，第六、七、八届全国人大代表，第九、十届全国政协委员。